# Kaibutsu-kun (film)
Kaibutsu-kun è un film del 2011 diretto da Yoshihiro Nakamura.
Live action liberamente adattato dal manga all'anime Carletto il principe dei mostri; segue il dorama televisivo omonimo (Kaibutsu-kun) dell'anno precedente con gli stessi attori protagonisti.

## Trama
Nel film live, Carletto e i suoi mostri sono costretti ad affrontare un principe arabo che tenta di portare in vita il principe dei demoni.